# Stenogrammitis rupestris
Stenogrammitis rupestris là một loài dương xỉ trong họ Polypodiaceae. Loài này được Parris Labiak mô tả khoa học đầu tiên năm 2011.